# Alfa Romeo P1
Alfa Romeo P1 är en tävlingsbil, tillverkad av den italienska biltillverkaren Alfa Romeo 1923.
Tipo P1 var Alfa Romeos första Grand Prix-bil, konstruerad av Giuseppe Merosi. Alfa Romeo ställde upp med två bilar i Italiens Grand Prix på Autodromo Nazionale Monza 1923, för Antonio Ascari och Ugo Sivocci. Under träningen kraschade Sivocci så illa att han avled och Alfa Romeo drog sig ur tävlingen. Till 1924 försågs en av bilarna med Roots-kompressor, men Alfa satsade istället på Vittorio Janos P2-modell.